# Xenia Jungwirth

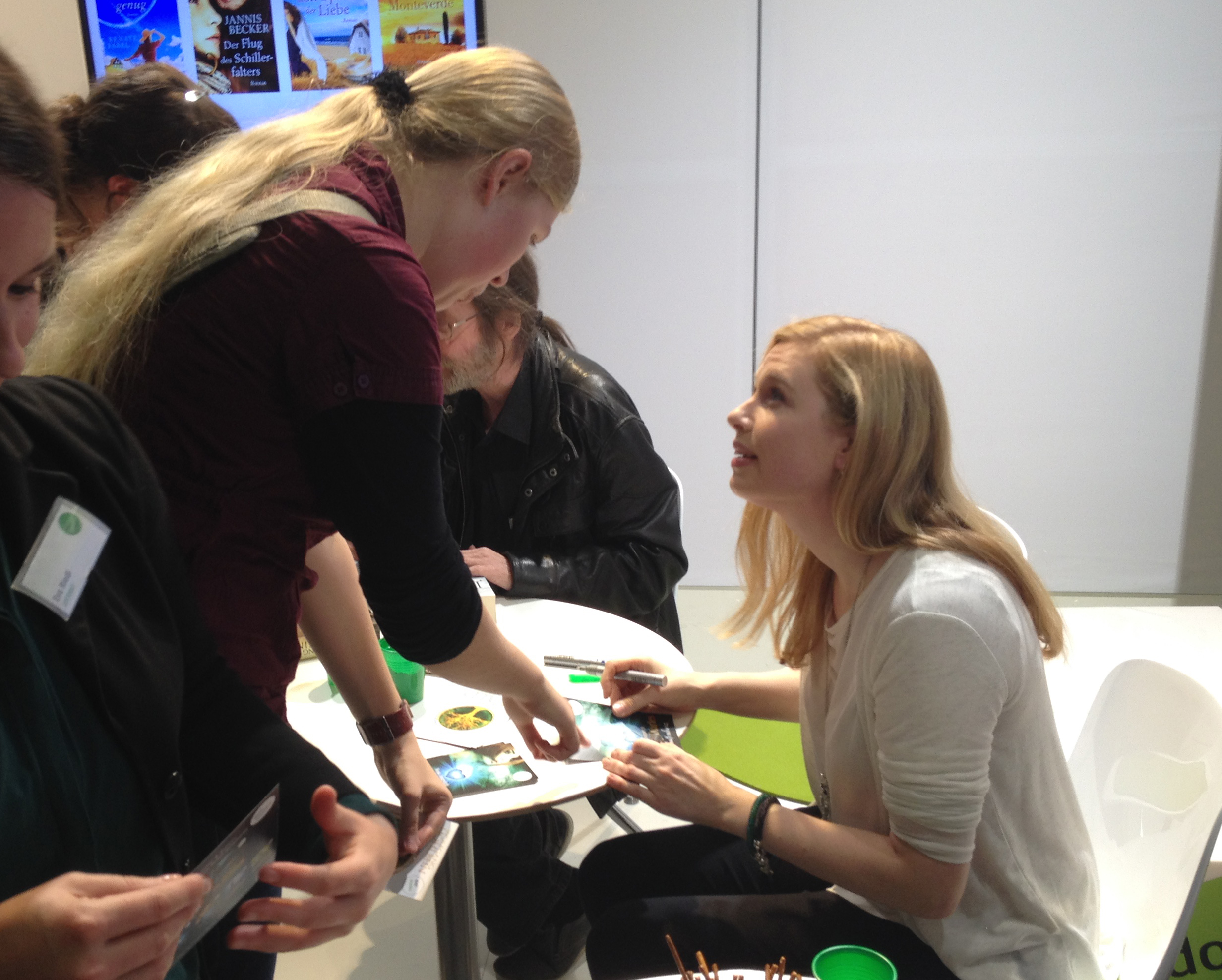
Xenia Jungwirth bei der Signierstunde auf der Frankfurter Buchmesse 2015.

Xenia Jungwirth (* 24. März 1978 als Xenia Weise in Straubing) ist eine deutsche Schriftstellerin.

## Leben
Xenia Jungwirth absolvierte 1996 ihr Abitur am Anton-Bruckner-Gymnasium in Straubing und ist gelernte Mediengestalterin. Während ihres Studiums der Kunstgeschichte an der Ludwig-Maximilians-Universität München entdeckte und vertiefte sie ihr Interesse für das Schreiben.
Am 1. Juli 2015 erschien ihre siebenteilige Debütroman-Serie Mystery Diaries im dotbooks Verlag. Danach wurde am 3. November 2015 ihre sechsteilige Roman-Serie Jack Deveraux - Dämonenjäger veröffentlicht.
Den Durchbruch gelang Xenia Jungwirth im Jahr 2017 mit dem Erscheinen der Audio-Serie Jack Deveraux bei Bastei Lübbe. Für die Rolle des Jack Deveraux wurde der deutsche Synchronsprecher Patrick Roche engagiert.
2019 veröffentlichte Xenia Jungwirth den Science-Fiction-Roman Das Geheimnis der Taiga-Pyramiden, den sie zusammen mit ihrem Mann Florian Jungwirth geschrieben hat. Der Roman schaffte es auf Platz 1 der Amazon-Bestsellerliste in der Kategorie Science Fiction.
Xenia Jungwirth lebt mit ihrem Mann und ihrem Sohn in Erding und widmet sich hauptberuflich der Arbeit als freie Schriftstellerin.

## Werke

### Mystery Diaries
- Schattenherz, dotbooks Verlag, ISBN 978-3-95824-225-8
- Die Spinne, dotbooks Verlag, ISBN 978-3-95824-226-5
- Dunkles Blut, dotbooks Verlag, ISBN 978-3-95824-227-2
- Wolfskuss, dotbooks Verlag, ISBN 978-3-95824-262-3
- Der Kinderfänger, dotbooks Verlag, ISBN 978-3-95824-263-0
- Der Spiegel der Tänzerin, dotbooks Verlag, ISBN 978-3-95824-264-7
- Das verfluchte Haus, dotbooks Verlag, ISBN 978-3-95824-686-7

### Jack Deveraux - Dämonenjäger
- Pforte der Finsternis, dotbooks Verlag, ISBN 978-3-95824-299-9
- Nachtalb, dotbooks Verlag, ISBN 978-3-95824-300-2
- Ravanas Herz, dotbooks Verlag, ISBN 978-3-95824-301-9
- Sirenengesang, dotbooks Verlag, ISBN 978-3-95824-323-1
- Dunkle Flut, dotbooks Verlag, ISBN 978-3-95952-059-1
- Dämonendämmerung, dotbooks Verlag, ISBN 978-3-95824-325-5

### Das Geheimnis der Taiga Pyramiden
- Eigenverlag 2019, ISBN 978-1705583463

## Hörbücher
- Pforte der Finsternis: Jack Deveraux Dämonenjäger 1, Bastei Lübbe, gelesen von Patrick Roche
- Nachtalb: Jack Deveraux Dämonenjäger 2, Bastei Lübbe, gelesen von Patrick Roche
- Ravanas Herz: Jack Deveraux Dämonenjäger 3, Bastei Lübbe, gelesen von Patrick Roche
- Sirenengesang: Jack Deveraux Dämonenjäger 4, Bastei Lübbe, gelesen von Patrick Roche
- Dunkle Flut: Jack Deveraux Dämonenjäger 5, Bastei Lübbe, gelesen von Patrick Roche
- Dämonendämmerung: Jack Deveraux Dämonenjäger 6, Bastei Lübbe, gelesen von Patrick Roche
- Das Geheimnis der Taiga Pyramiden, Hörbuchmanufaktur Berlin, gelesen von Martin Kuupa
- Der Homunkulus: Their Stories 1, Hörbuchmanufaktur Berlin, gelesen von Lisa Müller
- Der Spiegel der Tänzerin: Their Stories 2, Hörbuchmanufaktur Berlin, gelesen von Pia-Rhona Saxe
- Der Kinderfänger: Their Stories 3, Hörbuchmanufaktur Berlin, gelesen von Irina Roknic
- Die Spinne: Their Stories 4, Hörbuchmanufaktur Berlin, gelesen von Nici Hope
- Dunkles Blut: Their Stories 5, Hörbuchmanufaktur Berlin, gelesen von Josepha Walter
- Wolfskuss: Their Stories 6, Hörbuchmanufaktur Berlin, gelesen von Anna-Lena Hutter